# لرد ویلیام پالت
لرد ویلیام پالت (انگلیسی: Lord William Paulet؛ ۷ ژوئیه ۱۸۰۴ – ۹ مه ۱۸۹۳) فرد نظامی اهل پادشاهی متحد بریتانیای کبیر و ایرلند بود. وی همچنین برندهٔ جوایزی همچون نشان حمام شده‌است.